# (4559) Strauss
(4559) Strauss est un astéroïde de la ceinture principale.

## Description
(4559) Strauss est un astéroïde de la ceinture principale. Il fut découvert par Freimut Börngen le 11 janvier 1989 à Tautenburg. Il présente une orbite caractérisée par un demi-grand axe de 3,02 UA, une excentricité de 0,101 et une inclinaison de 11,14° par rapport à l'écliptique.
Il fut nommé en hommage au compositeur autrichien Johann Strauss (1825-1899).

## Compléments